# Jugamphicteis paleata
Jugamphicteis paleata är en ringmaskart som beskrevs av Fauchald och Hancock 1984. Jugamphicteis paleata ingår i släktet Jugamphicteis och familjen Ampharetidae. Inga underarter finns listade i Catalogue of Life.